# Dual In-line Memory Module

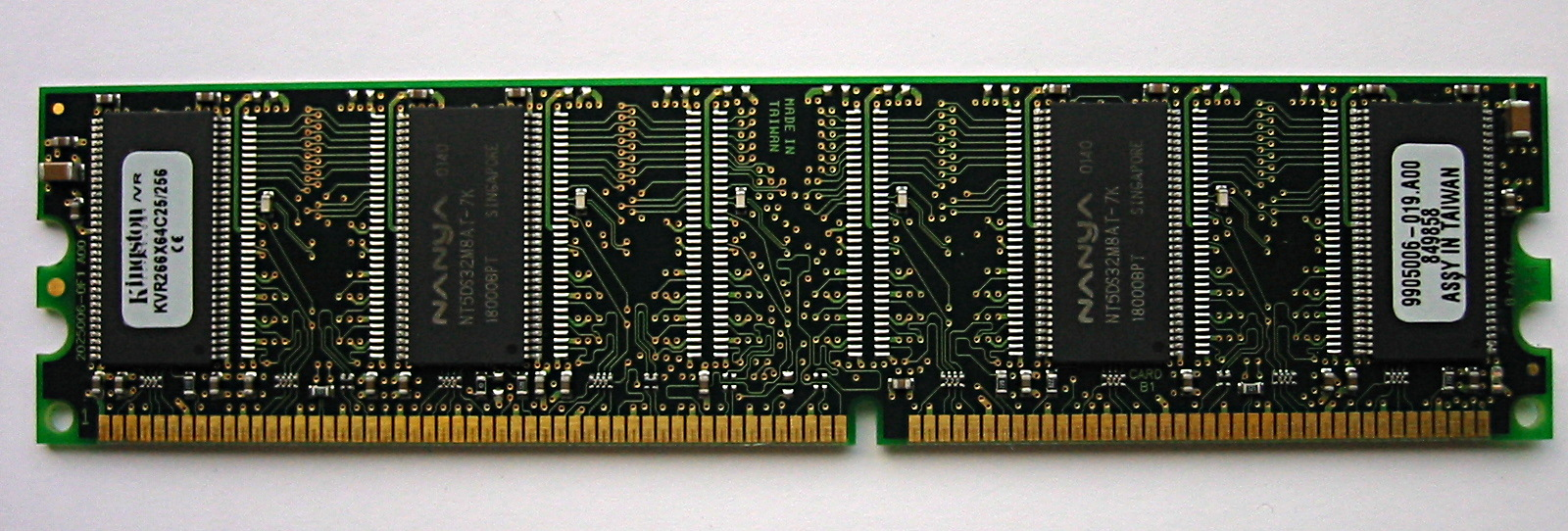
DDR SDRAM DIMM (Kingston KVR266X64C25/256).

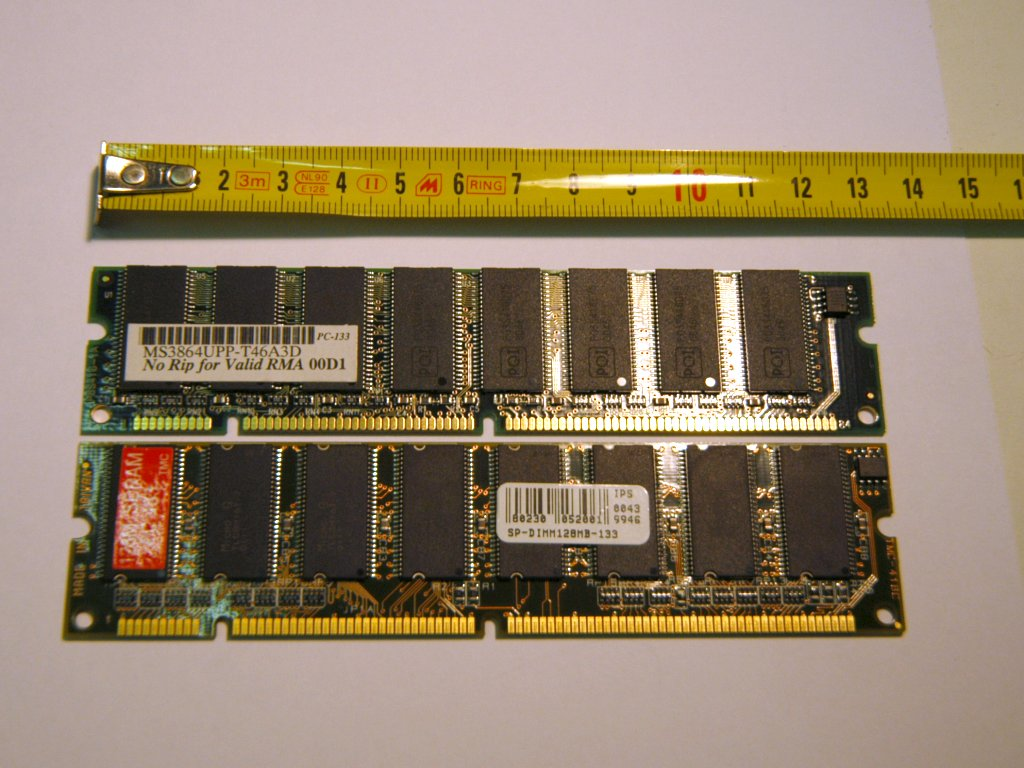
Memoria DIMM PC133 13 cm

In informatica ed elettronica una DIMM (acronimo dell'inglese Dual In-line Memory Module, lett. "modulo lineare di memoria a doppia faccia") è un componente hardware costituito da una serie di circuiti integrati di memoria RAM.
I moduli DIMM sono disponibili in una varietà di velocità e grandezze di memoria, ma generalmente sono di due lunghezze: da circa 133,35 mm per PC e circa 67,60 mm per laptop (formato SO-DIMM), che sono circa la metà delle dimensioni.